# Wu Zhiyu
Wu Zhiyu (Shanghai, 9 september 1983) is een Chinees waterpolospeler.
Wu Zhiyu nam als waterpoloër één keer deel aan de Olympische Spelen in 2008. Op de Aziatische Spelen 2006 won hij de gouden medaille.